# Europäisches Finanzaufsichtssystem
Das Europäische Finanzaufsichtssystem (englisch European System of Financial Supervision, ESFS) ist ein System von Behörden und Ausschüssen der Europäischen Union zur Finanzmarktaufsicht, das am 1. Januar 2011 seine Arbeit aufgenommen hat. Wichtigster Bestandteil des ESFS sind drei Europäische Finanzaufsichtsbehörden (englisch European Supervisory Authorities, ESA) für das Bankwesen, das Versicherungswesen und das Wertpapierwesen. Das Europäische Finanzaufsichtssystem ist nicht zu verwechseln mit dem einheitlichen Bankenaufsichtsmechanismus (englisch Single Supervisory Mechanism, SSM), der für die zentrale Bankenaufsicht der Großbanken in der Eurozone zusätzlich im November 2014 in Kraft trat.

## Hintergründe
Durch die negativen Erfahrungen der globalen Finanzkrise ab 2007 und der Eurokrise ab 2009 wuchsen in der EU die Bemühungen zur stärkeren gemeinschaftlichen Regulierung der europäischen Finanzmärkte. Das Vereinigte Königreich und Deutschland waren zunächst nicht bereit, Befugnisse ihrer Finanzaufsichtsbehörden (in Deutschland Bundesbank und Bundesanstalt für Finanzdienstleistungsaufsicht) auf die europäische Ebene zu übertragen. Nach monatelanger Blockade lenkten sie im September 2010 in Kompromiss-Verhandlungen mit dem Europaparlament ein, das auf eine zentrale Aufsicht mit Durchgriffsrechten pochte. Der Kompromiss sieht vor, dass die Regulierung der Finanzmärkte weitgehend auf europäischer Ebene beschlossen wird, die Einhaltung der Standards wird jedoch weiterhin primär von den nationalen Aufsichtsbehörden überwacht.
Das ESFS wurde vom Europäischen Parlament am 22. September 2010 beschlossen.

## Zusammensetzung und Aufgaben des ESFS
Das ESFS setzt sich gemäß Art. 2 Abs. 2 ESMA-VO zusammen aus:
- drei Europäischen Finanzaufsichtsbehörden, die durch eine Umbildung bestehender Aufsichtsausschüsse (CEBS, CEIOPS, CESR) entstehen:
  - Europäische Bankenaufsichtsbehörde (European Banking Authority, EBA) mit Sitz in Paris. Zentrale Aufgabe der EBA ist die Entwicklung von Aufsichtsstandards für europäische Banken, die Einhaltung obliegt jedoch den nationalen Aufsichtsbehörden der Mitgliedstaaten und kann nur in Ausnahmefällen, etwa bei einem Verstoß gegen europäisches Recht, durch die EBA geahndet werden.
  - Europäische Aufsichtsbehörde für das Versicherungswesen und die betriebliche Altersversorgung (European Insurance and Occupational Pensions Authority, EIOPA) mit Sitz in Frankfurt am Main.
  - Europäische Wertpapier- und Marktaufsichtsbehörde (European Securities and Markets Authority, ESMA) mit Sitz in Paris.
- Europäischer Ausschuss für Systemrisiken (European Systemic Risk Board, ESRB) mit Sitz bei der Europäischen Zentralbank in Frankfurt am Main. Der ESRB soll die Stabilität des gesamten Finanzsystems überwachen und sich dafür in ständigem Informationsaustausch mit den drei Finanzaufsichtsbehörden befinden. Die EZB selbst ist kein offizieller Bestandteil des ESFS, jedoch mit diesem eng verknüpft. Im Bereich der Bankenregulierung und der Bankenaufsicht wird die EZB lediglich beratend tätig.[4]
- Gemeinsamer Ausschuss der europäischen Aufsichtsbehörden.
- die zuständigen Aufsichtsbehörden der Mitgliedstaaten.

Aufgabe der drei Finanzaufsichtsbehörden ist die Entwicklung von einheitlichen Standards, Leitlinien und Empfehlungen sowie die Überwachung der Anwendung von EU-Recht. Durchgriffsrechte haben die Behörden nur in Ausnahmefällen, etwa wenn eine nationale Aufsichtsbehörde gegen EU-Recht verstößt.

## Aufgabenverteilung zwischen EBA und EZB ab November 2014

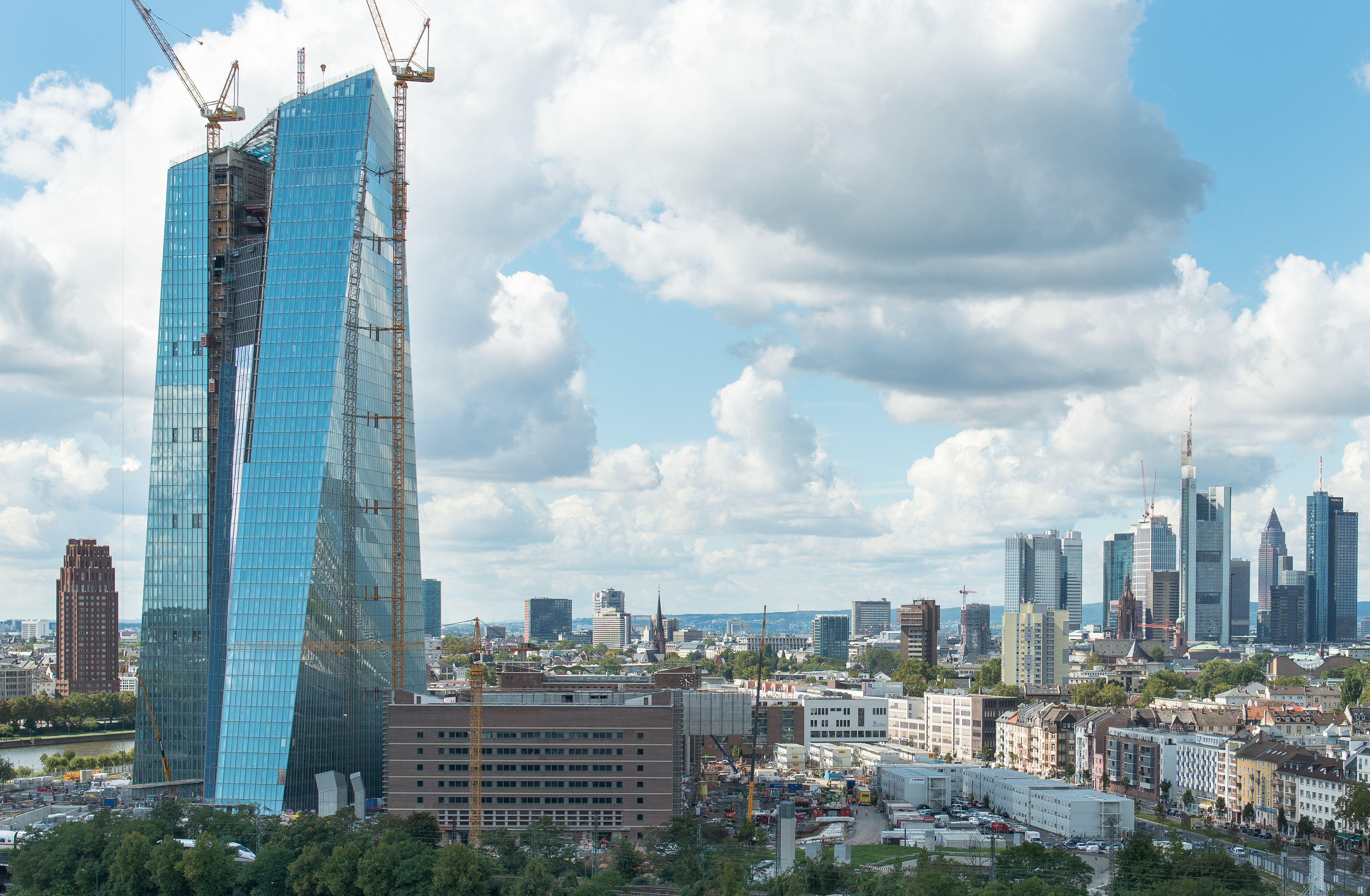
EZB-Neubau in Frankfurt

Im weiteren Verlauf hat sich das 2011 eingeführte Europäische Finanzaufsichtssystem als nicht ausreichend zur Bewältigung der Finanzkrise in Europa erwiesen. Insbesondere die Erfahrungen aus der Staatsschuldenkrise in Zypern seit 2011 haben gezeigt, dass die nationale Bankenaufsicht nicht ausreichend auf die Krise reagiert hatte. Am 12. September 2012 legte die Europäische Kommission ein Maßnahmenpaket zur Schaffung eines einheitlichen Aufsichtsmechanismus für Banken unter der Führung der Europäischen Zentralbank als ersten Schritt in Richtung einer europäischen Bankenunion vor. Im Dezember 2012 einigten sich die europäischen Finanzminister auf Eckpunkte zur Schaffung eines einheitlichen Bankenaufsichtsmechanismus (Single Supervisory Mechanism, SSM). Am 19. März 2013 gab der Rat der Europäischen Union bekannt, dass mit dem Europäischen Parlament eine Einigung über die Errichtung einer zentralen europäischen Bankenaufsicht erzielt worden sei. Demnach sollte die EZB alle signifikanten Banken in der Eurozone überwachen, deren Bilanzsumme über 30 Milliarden Euro oder 20 Prozent der Wirtschaftsleistung eines Landes ausmacht. Damit fallen nur etwa 120 der insgesamt rund 6.000 Banken in der Eurozone direkt unter die Kontrolle der EZB. Der Rest wird weiterhin von den nationalen Aufsichtsbehörden überwacht. In Deutschland sind somit insbesondere die Sparkassen und Volksbanken von der zentralen Kontrolle ausgenommen. Ab November 2014 übernahm die EZB ihre neuen Aufgaben.
Die Europäische Bankenaufsichtsbehörde (EBA) soll weiterhin einheitliche Aufsichtsstandards für die 28 Mitgliedstaaten der EU entwickeln, primär zuständig für die Überwachung der Kreditinstitute bleiben die nationalen Aufsichtsbehörden. Für die Großbanken in den 18 Ländern der Eurozone, die von der Europäischen Zentralbank (EZB) seit November 2014 direkt überwacht werden, tritt die EZB an die Stelle der bisher zuständigen nationalen Aufsichtsbehörden.